# Chiara Massini
Chiara Massini (Roma, 1971) es una clavecinista italiana especializada en el repertorio barroco y antiguo.

## Biografía

### Estudios musicales
Massini comenzó sus estudios de piano en el Conservatorio Ottorino Respighi de Roma, donde tomó clases con Enzo Stanzani. En la Universidad La Sapienza estudió musicología.
Después de graduarse, además de tomar clases maestras, también comenzó a estudiar la música antigua. En la Universidad de Música y Arte Dramático de Viena estudió clavecín y bajo cifrado con Agusta Campagne y Gordon Murray.

### Carrera como intérprete
Massini realiza conciertos como solista de clavecín en los que combina su experiencia académica, realizando programas temáticos. En dichos programas suele resaltar la afinidad entre autores de una época determinada, particularmente del barroco.
Ha dado conciertos como solista y en conjuntos de música de cámara en varias ciudades de Europa, como Salzburgo, Roma, Barcelona, Berna, Viena, Innsbruck, así como en Palm Beach. Ha participado en los festivales: Festival Al Bustan en Beirut, Festival Schloss Tirol en Merano, Festival Hellbrunn en Salzburgo, entre otros.
Sobre su grabación de las Variaciones Goldberg, BWV 988 de 2007, Larry Beckwith señala que se trata de un "triunfo en muchos niveles", pues cada variación es presentada tal cual fue escrita así como con ornamentaciones exquisitas. Asimismo muestra una interpretación sin rasgos románticos y una ejecución controlada y disciplinada. Asimismo, Christopher Purdy señaló que la versión de las Variaciones de Massini son elegantes, poseen un buen fraseo y grabación.
En 2019, en el Festival Bach de Leipzig, presentó junto al guitarrista PJ d’Atri y el acordeonista y clavecinista Kurt Gold-Szklarski, parte del repertorio de Johann Sebastian Bach con arreglos para guitarra eléctrica, acordeón y clavecín.

## Discografía
- Toccata Passacaglia Partita
- J. S. Bach - Goldberg Variations, Symphonia, 2007[7]
- Ostinati, Toccate E Fugue, Goldberg Records, 2011[8]
- J. S. Bach: Fantasia, Suite E Partita, 2011
- J. S. Bach - Cembalo Musik, 2011
- J. S. Bach - Harpsichord Music, 2013